# Mukařov (powiat Mladá Boleslav)
Mukařov – wieś i gmina w Czechach, w powiecie Mladá Boleslav, w kraju środkowoczeskim. Według danych z dnia 1 stycznia 2013 liczyła 177 mieszkańców.